# Grand Prix Formule 1 van Nederland 1952
De Grand Prix Formule 1 van Nederland 1952 werd gehouden op 17 augustus op het circuit van Zandvoort. Het was de zevende race van het seizoen, de derde race volgens Formule-1 regels gereden (na 1950 en 1951) en de eerste maal dat de Formule 1 in Zandvoort ook daadwerkelijk meetelde voor het kampioenschap.

## Uitslag
| Pos. | Nr. | Coureur                    | Constructeur          | Rondes | Tijd / Oorzaak uitval | Grid | Punten |
| ---- | --- | -------------------------- | --------------------- | ------ | --------------------- | ---- | ------ |
| 1    | 2   | Alberto Ascari             | Ferrari               | 90     | 2:53:28.5             | 1    | 9S     |
| 2    | 4   | Giuseppe Farina            | Ferrari               | 90     | + 40.1                | 2    | 6      |
| 3    | 6   | Luigi Villoresi            | Ferrari               | 90     | + 1:34.4              | 4    | 4      |
| 4    | 32  | Mike Hawthorn              | Cooper-Bristol        | 88     | + 2 Rondes            | 3    | 3      |
| 5    | 10  | Robert Manzon              | Gordini               | 87     | + 3 Rondes            | 6    | 2      |
| 6    | 12  | Maurice Trintignant        | Gordini               | 87     | + 3 Rondes            | 5    |        |
| 7    | 28  | Duncan Hamilton            | HWM-Alta              | 85     | + 5 Rondes            | 10   |        |
| 8    | 26  | Lance Macklin              | HWM-Alta              | 84     | + 6 Rondes            | 9    |        |
| 9    | 16  | Chico Landi Jan Flinterman | Maserati              | 83     | + 7 Rondes            | 16   |        |
| DNF  | 34  | Ken Wharton                | Frazer-Nash-Bristol   | 76     | Wiellager             | 7    |        |
| DNF  | 36  | Stirling Moss              | ERA                   | 73     | Motor                 | 18   |        |
| DNF  | 30  | Dries van der Lof          | HWM-Alta              | 70     | Niet geklasseerd      | 14   |        |
| DNF  | 22  | Ken Downing                | Connaught-Lea-Francis | 27     | Oliedruk              | 13   |        |
| DNF  | 24  | Charles de Tornaco         | Ferrari               | 19     | Motor                 | 17   |        |
| DNF  | 14  | Paul Frere                 | Simca-Gordini-Gordini | 15     | Koppeling             | 11   |        |
| DNF  | 8   | Jean Behra                 | Gordini               | 10     | Elektrisch probleem   | 6    |        |
| DNF  | 20  | Jan Flinterman             | Maserati              | 7      | Differentieel         | 15   |        |
| DNF  | 18  | Gino Bianco                | Maserati              | 4      | As                    | 12   |        |

## Noot
- Dit was het debuut van de Nederlandse coureurs Dries van der Lof en Jan Flinterman - de eerste Nederlandse coureurs in de Formule 1.
- Alberto Ascari had nu 405 rondes als raceleider gereden, en daarmee het door Juan Manuel Fangio tijdens de Grote Prijs van Spanje van 1951 gevestigde record van 369 rondes als raceleider verbroken.
- Dit was tevens de zevende Grand Prix-winst voor Alberto Ascari, en daarmee verbrak hij eveneens het record van Juan Manuel Fangio, gevestigd tijdens de Grote Prijs van Spanje van 1951.
- Dit was de tiende pole position voor een Italiaanse coureur.

1948 · 1949 · 1950 · 1951 · 1952 · 1953 · 1955 · 1958 · 1959 · 1960 · 1961 · 1962 · 1963 · 1964 · 1965 · 1966 · 1967 · 1968 · 1969 · 1970 · 1971 · 1973 · 1974 · 1975 · 1976 · 1977 · 1978 · 1979 · 1980 · 1981 · 1982 · 1983 · 1984 · 1985 · 2020 · 2021 · 2022 · 2023 · 2024 · 2025  · 2026